# Aguas Blancas (Lavalleja)
 (février 2018).
Si vous disposez d'ouvrages ou d'articles de référence ou si vous connaissez des sites web de qualité traitant du thème abordé ici, merci de compléter l'article en donnant les références utiles à sa vérifiabilité et en les liant à la section « Notes et références ».

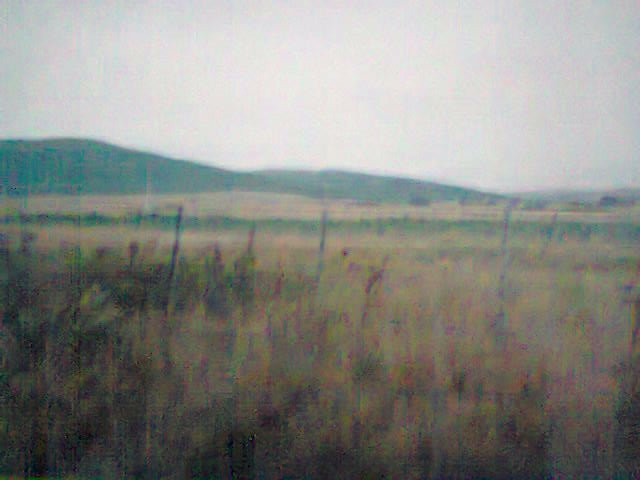
collines de Aguas Blancas

Aguas Blancas est un petit village situé dans le sud du département de Lavalleja en Uruguay. C'est une zone de barrage située au kilomètre 91 de la route 8 et à 28 km de la capitale provinciale Minas. Le barrage a été construit sur la rivière Arroyo Mataojo et est situé dans la Sierra del Abra de Zabaleta.